# Теория двух государств
Теория двух государств, также концепция двух государств — теория (концепция), согласно которой одна страна может быть образована двумя государствами.
Если теория принимается, считается правомерным существование двух государств. Если нет — то государства не признают друг друга.

## Исторические примеры
В то время как ФРГ с самого начала своего образования в 1949 году считала себя единственным легитимным представителем немецкого народа (нем. Alleinvertretungsanspruch), в ГДР с 1955 года отказались от подобных притязаний и при поддержке Союза ССР развили идею существования двух суверенных немецких государств. Правительство ФРГ долгое время не признавало ГДР и лишь к концу 1960-х годов начало налаживать отношения с руководством ГДР, де-факто признавая существование этого государства, хотя полного юридического признания так и не последовало. В ГДР же в 1967 году даже окончательно отказались от первоначальной идеи будущего объединения и взамен существовавшему долгое время «единому немецкому гражданству» там было введено собственное «гражданство ГДР», которое не было признано властями ФРГ, по-прежнему ведущими существующее ещё со времён Германской империи «немецкое гражданство» (которое, впрочем, продолжает вестись и поныне).
Другими примерами таких ситуаций являются:
- вьетнамские государства Северный Вьетнам и Южный Вьетнам;
- китайские государства Китайская Народная Республика (КНР) и Китайская Республика (Тайвань);
- корейские государства Корейская Народно-Демократическая Республика (Северная Корея) и Республика Корея (Южная Корея);
- йеменские государства Йеменская Арабская Республика (Северный Йемен) и Народная Демократическая Республика Йемен (Южный Йемен).